# Tipula mallochi
Tipula mallochi är en tvåvingeart som beskrevs av Alexander 1920. Tipula mallochi ingår i släktet Tipula och familjen storharkrankar. Inga underarter finns listade i Catalogue of Life.